# Der Ruf (Künstlergruppe)
Der Ruf war eine Dresdner Künstlergruppe um Edmund Kesting, die wenige Monate nach dem Ende des Zweiten Weltkriegs in der ersten Phase des „Aufbruchs und Engagements“ gegründet wurde. Der Ruf war ein primär künstlerisch motivierter Zusammenschluss und löste sich bereits drei Jahre nach seiner Gründung wieder auf.

## Geschichte
Die erste von insgesamt drei Ausstellungen erfolgte am 11. November 1945 unter dem Titel „Der Ruf. Befreite Kunst“ im Grünen Haus der Galerie und Kunsthandlung von Gerhardt Naumann in der August-Bebel-Straße 10 in Dresden-Strehlen. Gezeigt wurde während drei Wochen eine Auswahl von 57 Werken, darunter einige unverkäufliche Exemplare. Im Nachwort des Ausstellungskataloges schrieben die Künstler: „Die Auswahl der Bilder musste sich danach richten, was uns erhalten geblieben ist, danach, was wir in den ersten Wochen nach der Befreiung – einen neuen Boden suchend – schufen.“
Die von Edmund Kesting initiierte Gruppe Der Ruf war die erste neu gegründete Künstlergruppe im Gebiet der Sowjetischen Besatzungszone (SBZ) nach dem Ende des Zweiten Weltkrieges. In der Künstlergruppe Der Ruf fanden stilistisch überwiegend an der klassischen Moderne orientierte Künstler zusammen. An der ersten Ausstellung im Dresdener Grünen Haus im November 1945 beteiligten sich:
- Karl von Appen
- Hans Christoph
- Hermann Glöckner
- Edmund Kesting
- Erna Lincke
- Gerda Müller-Kesting
- Hans Heinrich Palitzsch
- Annemarie Schmidt-Kirstein
- Helmut Schmidt-Kirstein.

Die Gruppe versuchte einen Neuanfang in der Absicht Meinungen und künstlerische Experimente zur Diskussion zu stellen: „...wir wollen unseren Teil zur kulturellen Erneuerung sogleich beitragen. Wir erwarten von dieser Ausstellung Anregung: für uns durch die Kritik, für die anderen durch unsere Arbeiten. Wir suchen den neuen Weg und wissen, je konsequenter wir mit der Irrlehre der letzten 12 Jahre brechen, desto eher werden wir dem Ziele näher kommen.“ Mit dem im Ausstellungskatalog einleitenden Zitat von Karl Marx „Kunst soll das Leben nicht erklären sondern verändern“ distanzierte sich die Gruppe von der Herabwürdigung der Kunst als Illustration und Instrument zur Vermittlung von Ideologien.
An der dritten Ausstellung von Mai bis Juni 1948 in den Staatlichen Kunstsammlungen Dresden mit dem Titel „Dresdner Maler! Auswärtige Gäste!“ waren als Gäste beteiligt: Wolfgang Frankenstein, Ernst Geitlinger, Karl Otto Götz, Otto Hofmann, Juro Kubicek, Fritz Kuhr, Ernst Wilhelm Nay, Oskar Nerlinger und Albert Wigand.
Weil sich die Gruppe ideologischen Vereinnahmungen widersetzte und weil die Mitglieder eine abstrakte Bildsprache bevorzugten, blieb der Künstlergruppe die Anerkennung im Rahmen der offiziellen Kulturpolitik der SBZ verwehrt. Die Gruppe löste sich nach der dritten Ausstellung 1948 auf. Hans Christoph, Erna Lincke und Helmut Schmidt-Kirstein beteiligten sich an der Künstlergruppe Das Ufer.